# Камфановая кислота
Камфановая кислота — органическое вещество, карбоновая кислота, производное камфоры. В органической химии используется как реагент для определения оптической чистоты веществ, разделения стереоизомеров и как хиральный вспомогательный реагент.

## Получение
Камфановая кислота коммерчески доступна, однако её можно получить в лабораторных условиях. Препаративный метод получения заключается в обработке камфорной кислоты хлоридом фосфора(V) и затем серной кислотой. Данный метод даёт целевой продукт с выходом 65 %. Очищают камфановую кислоту перекристаллизацией из горячего толуола.

## Строение и физические свойства
Камфановая кислота растворима в этаноле, диэтиловом эфире, кипящей воде и в уксусной кислоте.

## Химические свойства и применение

### Определение оптической чистоты
Камфановую кислоту применяют для определения оптической чистоты хиральных спиртов и аминов. Для этого её превращают в соответствующий хлорангидрид (обрабатывая её хлористым тионилом), после чего это производное смешивают со спиртом или амином в присутствии основания (пиридина, триэтиламина, ДМАП, гидрокарбоната натрия). Эту реакцию проводят в хлористом метилене, пиридине или бензоле. Либо же спирт или амин вводят в реакцию с камфановой кислотой напрямую в присутствии дициклогексилкарбодиимид и ДМАП.
Получаемый диастереомерные сложные эфиры или амиды дают разные сигналы в протонном спектре ЯМР, что позволяет различить их и оценить количественное содержание. В качестве растворителя для записи спектра лучше всего подходит дейтеробензол либо также можно использовать шифт-реагент. Изначально камфановую кислоту применяли для определения оптической чистоты α-дейтерированных спиртов и аминов, однако впоследствии она пригодилась также и в случае производных аминокислот, аминоспиртов и др. классов соединений.

### Разделение спиртов
Камфановая кислота позволяет разделять рацемические спирты через образование диастереомерных сложных эфиров и последующую фракционную кристаллизацию либо хроматографию. В частности, этим способом разделяют стереоизомеры инозитола.

### Хиральный вспомогательный реагент
Камфановую кислоту применяют как хиральный вспомогательный реагент в реакции Дильса — Альдера. В частности, описан пример, когда диенофил для стереоселективного проведения этой реакции превращали в камфановый эфир.